# Династија Источни Џоу
У почетку, престоница је била покрај Си'ана, а до 8. века п. н. е. краљеви Џоу непрестано су ширили подручје под својом влашћу. Међутим, око 770. п. н. е. краљ Yоу је заменио краљицу с конкубином Баоси, а главни град су напале и опљачкале заједничке снаге краљичиног оца, моћног маркиза од Шена и номадског племена Сјанронг. Племићи из држава Ченг, Лу, Ћин и маркиз од Шена су краљичиног сина Пинга прогласили новим краљем. Унутрашњи нереди присилили су Џоуе да 722. п. н. е. напусте своју домовину у долини Веј и преселе се у своју источну престоницу Луојанг, где се њихова моћ ускоро истопила. Следећа два и по века трајали су ратови током којих је више од стотину јаких држава прогутало двадесетак мањих, а оне су после међу собом установиле хијерархију.
Поред Џоу раздобља стари друштвени поредак почео је пропадати. Током „периода прољећа и јесени” (770. – 476. п. н. е.) водили су се стални ратови између бивших Џоу вазала. Било је то раздобље велике политичке нестабилности која је, опет, служила као позадина великом напретку технологије, писања закона и политичких идеја, те се кинеска култура ширила даље од граница раног Џоу раздобља. Јаче државе радије су запошљавале бирократе него наследно племство бивших времена. Уздигла се нова група државних службеника (ших). Водећа особа међу њима била је Конфучије, који је формулисао законитости новог морала, који ће постати узор све до данашњих времена и пуно даље од граница Кине. До. 5. века п. н. е. долина реке Јангцекјанг и јужна Манџурија постале су део кинеске културне сфере.
Уследио је „Период зараћених држава” (480. до 221. п. н. е.), названо по чувеној историјској хроници из тог раздобља. Оно траје и нешто даље од 256. п. н. е., која је година краја Источне династије Џоу. Наиме, последњи краљ Џоуа је престао владати 35 година пре почетка династије Ћин која је окончала Период зараћених држава.